# Tijd en Mens
Tijd en Mens was een Vlaams vrijzinnig literair tijdschrift, opgericht in 1949 door Jan Walravens en Remy van de Kerckhove. Het verscheen voor de laatste maal in 1955. Het bestond maar vijf jaar, maar had toch veel invloed op de vernieuwing in de naoorlogse Vlaamse literatuur.
Walravens kwam in de lente van 1948 in contact met de jonge Hugo Claus.  Van deze laatste verschenen meerdere gedichten in Tijd en Mens, waaronder Drie blauwe gedichten voor Ellie in 1949 en een eerste versie van de Oostakkerse gedichten, de Nota's voor een Oostakkerse cantate in 1953.  Claus was nauw betrokken bij Tijd en Mens, net als onder andere Louis Paul Boon, Tone Brulin, Albert Bontridder, Jef van Tuerenhout, Maurice D'Haese en Ben Cami.
In 1953 kwam het tot een kortstondige fusie met het Nederlandse Podium waarbij de beide redacties bleven bestaan, maar na twee nummers kwam hier door financiële problemen al een einde aan de fusie van de twee experimentele tijdschriften. Twee jaar later kwam er een einde aan Tijd en Mens. Gard Sivik stelde daarna de opvolger van het tijdschrift te zijn.